# هاري شيرمان
هاري شيرمان (بالإنجليزية: Harry Sherman)‏ هو منتج أفلام أمريكي، ولد في 5 نوفمبر 1884 في بوسطن في الولايات المتحدة، وتوفي في 25 سبتمبر 1952 في هوليوود في الولايات المتحدة.

## وصلات خارجية
- هاري شيرمان على موقع IMDb (الإنجليزية)
- هاري شيرمان على موقع ألو سيني (الفرنسية)
- هاري شيرمان على موقع أول موفي (الإنجليزية)
- هاري شيرمان على موقع قاعدة بيانات الأفلام السويدية (السويدية)
- هاري شيرمان على موقع قاعدة بيانات الفيلم (الإنجليزية)
- هاري شيرمان على موقع كينوبويسك (الروسية)